# (14103) Manzoni
(14103) Manzoni ist ein Asteroid des Hauptgürtels, der am 1. Oktober 1997 von den italienischen Astronomen Piero Sicoli und Augusto Testa am Osservatorio Astronomico Sormano (IAU-Code 587) in den lombardischen Voralpen nahe Sormano entdeckt wurde.
Der Asteroid ist Mitglied der Koronis-Familie, einer Gruppe von Asteroiden, die nach (158) Koronis benannt ist.
(14103) Manzoni wurde am 15. April 2014 nach dem italienischen Dichter und Schriftsteller Alessandro Manzoni (1785–1873) benannt, dessen berühmtestes Werk der 1827 erschienene Roman I Promessi Sposi (deutsch Die Brautleute, früher Die Verlobten) ist.